# Доброслав II
Доброслав II (друга половина 11. вијека – прва половина 12. вијека) је био српски краљ и владар Дукље и Травуније, из династије Војислављевића. Владао је веома кратко, око 1101. или 1102. године. Био је син краља Михаила I и његове друге супруге, која је била грчког рода. Према Љетопису попа Дукљанина, Доброслав је постао краљ насупрот свом синовцу Михаилу II, који је био син и насљедник Доброслављевог брата, краља Бодина. Династички број "II" придодат је његовом имену у историографији, ради разликовања од ранијег, односно првог Доброслава, а то је име под којим се у Љетопису попа Дукљанина излажу знатно старији догађаји, из времена владавине Стефана Војислава.

## Владавина
Доброслав је владао веома кратко, а био је свргнут од стране кнеза Кочапара. Војска предвођена Кочапаром и српским великим жупаном Вуканом, однијела је побједу у боју на Морачи, усљед чега је Доброслав изгубио круну, те је као заточеник послат у Рашку. Преузевши власт, Кочапар није био у могућности да дуго одржи своју позицију у Дукљи и Травунији, те је стога побјегао у Захумље, а на власт долази Доброслављев синовац Владимир. Доброслав је касније пуштен из затвора у Рашкој, вративши се у Дукљу. Међутим, непосредно по повратку, краљ Владимир је Доброслава затворио у Скадру. Као жртва династичког сукоба, Доброслав је био ослијепљен. Потом се повукао у Манастир светих Срђа и Ваха на Бојани, гдје је касније и умро.

## Извори и литература
Извори
- Живковић, Тибор (2009). Gesta Regum Sclavorum. 2. Београд-Никшић: Историјски институт; Манастир Острог.
- Кунчер, Драгана (2009). Gesta Regum Sclavorum. 1. Београд-Никшић: Историјски институт, Манастир Острог.
- Мијушковић, Славко, ур. (1988) [1967]. Љетопис попа Дукљанина (2. изд.). Београд: Просвета & Српска књижевна задруга.
- Mošin, Vladimir, ур. (1950). Ljetopis popa Dukljanina. Zagreb: Matica hrvatska.
- Шишић, Фердо, ур. (1928). Летопис Попа Дукљанина. Београд-Загреб: Српска краљевска академија.

Литература
- Веселиновић, Андрија; Љушић, Радош (2008). Српске династије (2. изд.). Београд: Службени гласник.
- Живковић, Тибор (2006а). Портрети српских владара (IX-XII век). Београд: Завод за уџбенике и наставна средства.
- Живковић, Тибор (2006б). „Дукља између Рашке и Византије у првој половини XII века”. Зборник радова Византолошког института. 43: 451—466.
- Živković, Tibor (2008). Forging unity: The South Slavs between East and West 550-1150. Belgrade: The Institute of History.
- Калић, Јованка (1981). „Српски велики жупани у борби с Византијом”. Историја српског народа. 1. Београд: Српска књижевна задруга. стр. 197—211.
- Ковачевић, Јован (1967). „Од доласка Словена до краја XII вијека” (PDF). Историја Црне Горе. 1. Титоград: Редакција за историју Црне Горе. стр. 279—444.
- Ћирковић, Сима (1981). „Осамостаљивање и успон дукљанске државе”. Историја српског народа. књ. 1. Београд: Српска књижевна задруга. стр. 180—196.
- Fine, John Van Antwerp Jr. (1991) [1983]. The Early Medieval Balkans: A Critical Survey from the Sixth to the Late Twelfth Century. Ann Arbor, Michigan: University of Michigan Press.